# Joel Carli
Mauro Joel Carli (Mar del Plata, 19 ottobre 1986) è un allenatore di calcio ed ex calciatore argentino, di ruolo difensore, collaboratore tecnico del Botafogo.

## Caratteristiche tecniche
È un difensore centrale.

## Carriera
È cresciuto nelle giovanili dell'Aldosivi.